# ونجلیس پاولیدیس
اوانجلوس پاولیدیس (زادهٔ ۲۱ نوامبر ۱۹۹۸) بازیکن فوتبال اهل یونان است که هم اکنون برای باشگاه فوتبال بنفیکا در پست مهاجم  بازی می‌کند.

## افتخارات

### باشگاهی
بنفیکا
- جام اتحادیه فوتبال پرتغال(۱): ۲۵–۲۰۲۴